# Llista de banderes antàrtiques
Aquesta llista inclou banderes que s'han fet servir o que s'utilitzen actualment a l'Antàrtida.

## Propostes
| Bandera                    | Data      | Ús                                        | Descripció |
| -------------------------- | --------- | ----------------------------------------- | --- |
| Bandera True South         | 2018      | Bandera True South                        | Dues franges horitzontals de color blau marí i blanc, carregada amb un losange contracanviat. La línia que parteix el losange està inclinada cap avall per formar una lleugera "V". Les franges blava i blanca representen les nits i els dies polars respectivament. El triangle blanc representa les muntanyes, els icebergs i les dorsals de pressió de l'Antàrtida i el blau que hi ha a sota representa una fletxa de brúixola cap al sud. La forma del diamant en conjunt representa "l'esperança que l'Antàrtida continuï sent un centre de pau, descobriment i cooperació per a les generacions futures. Proporció de 3:5. |
| Bandera d'Olivier Leroi    | 2007/2008 | Proposta d'Olivier Leroi                  | Bandera dividida verticalment en quatre pals -negre, vori, carabassa i gris- que reprodueix la proporció dels colors (les plomes) d'un pingüí emperador, seleccionat com l'animal emblemàtic de l'Antàrtida. |
| Bandera de Dave Hamilton   | 1999      | Proposta de Dave Hamilton                 | Bandera tricolor horitzontal. La franja superior de color blau marí en representació del cel nocturn, la franja groga, més estreta, representant l'aurora austral, i la franja inferior blau cel simbolitzant el gel. Sobre la franja superior al quarter dret la constel·lació de la Creu del Sud en blanc. |
| Bandera de Graham Bartram  | 1996      | Proposta de Graham Bartram                | Un camp blau amb un contorn de l'Antàrtida en blanc. |
| Bandera de Cooper i Tucker | 1995      | Proposta de Joanne Cooper i Stefan Tucker | Un camp taronja amb un contorn de l'Antàrtida, una brúixola apuntant al sud al quarter inferior esquerra i el contorn d'un pingüí a la dreta. |
| Bandera de Whitney Smith   | 1978      | Proposta de Whitney Smith                 | Un camp taronja, un emblema en blanc al costat del pal que consisteix en una "A" en representació de l'Antàrtida sobre un segment d'un disc que representa la Terra, és a dir, la part del globus terrestre sota el cercle polar sud, i tot sustentat per un parell de mans. |
| Bandera blanca             | 1929      | Tripulació de l'RRS Discovery             | Bandera blanca. |

## Organitzacions antàrtiques internacionals
| Bandera                                                        | Data         | Ús                                                 | Descripció |
| -------------------------------------------------------------- | ------------ | -------------------------------------------------- | --- |
| Bandera del Comitè Científic per la Investigació a l'Antàrtida | 2013         | Comitè Científic per la Investigació a l'Antàrtida | Emblema de l'organització en proporcions 2:3. Un camp blau amb el contorn de l'Antàrtida amb les sigles de l'organització en anglès, SCAR, i envoltat pel text "THE INTERNATIONAL COUNCIL FOR SCIENCE" (Consell Internacional per a la Ciència) i "SCIENTIFIC COMMITTEE ON ANTARCTIC RESEARCH" (Comitè Científic per a la Investigació Antàrtica) disposats en cercle dins d'una línia circular, tot el blanc. |
| Bandera del Tractat antàrtic                                   | Des del 2002 | Tractat Antàrtic                                   | Emblema de l'organització en proporcions 2:3. Un camp blau marí carregat amb el contorn en blanc de l'Antàrtida amb les línies que representen la longitud i la latitud contracanviades. Representa al Tractat i no al continent antàrtic en si. L'adopció oficial no es produí fins al 2002. |

## Expedicions antàrtiques
| Bandera                                             | Data      | Ús                                     | Descripció |
| --------------------------------------------------- | --------- | -------------------------------------- | --- |
| Bandera de l'Expedició antàrtica de Richard E. Byrd | 1933–1939 | Expedició antàrtica de Richard E. Byrd | |
| Bandera de l'Expedició antàrtica nacional escocesa  | 1902–1904 | Expecidió antàrtica nacional escocesa  | Bandera escocesa amb les lletres "S-N-A-E" com acrònim del nom de l'expedició: "National Scottish Antarctic Expedition".                                     |
| Bandera de l'Expecidió Ronne                        | 1946–1948 | Expedició Ronne                        | Camp blanc amb un losange horitzontal negre amb el nom de l'expedició "Ronne Antartic Research Expedition" en vermell.                                       |
| Bandera de l'Expedició antàrtica imperial japonesa  | 1910–1912 | Expedició Antàrtica Imperial Japonesa  | Bandera de camp blau marí amb els quatre estels blancs de la Creu del Sud unides en forma de diamant de color groc per expressar idees d'unitat i confiança. |
| Bandera de l'Expedició antàrtica imperial japonesa  | 1910–1912 | Expedició Antàrtica Imperial Japonesa  | Versió de la bandera amb el diamant en vermell. |
| Bandera de l'Expedició Transglobe                   | 1979–1982 | Expedició Transglobe                   | Bandera britànica carregada amb un globus terraqüi i una fletxa que el circumnavega de sud a nord.                                                           |

## Bases antàrtiques
| Bandera                                          | Ús                                 | Descripció |
| ------------------------------------------------ | ---------------------------------- | --- |
| Bandera de l'Estació Amundsen-Scott              | Estació Amundsen-Scott             | Emblema del Programa Antàrtic dels Estats Units sobre un camp blanc de proporcions 2:3. |
| Bandera de l'Estació Palmer                      | Estació Palmer                     | Emblema del Programa Antàrtic dels Estats Units sobre un camp blau marí de proporcions 2:3. |
| Bandera de la Base Naval Capitán Arturo Prat     | Base naval Capitán Arturo Prat     | Camp blanc amb l'escut de la base el qual està format per un camp creuat de dreta a esquerra per quatre meridians, destacant els graus 90 i 53, que corresponen a la demarcació del Territori Xilè Antàrtic i dos pingüins d'Adèlia. Una calça blau marí amb el mapa del mar i el territori antàrtic seguit de la bandera xilena. A la part inferior de l'escut les inscripcions “BASE NAVAL ANTÁRTICA ARTURO PRAT” i a la superior "ARMADA DE CHILE”. |
| Bandera de la Base Antàrtica Gabriel de Castilla | Base Antàrtica Gabriel de Castilla | Bandera espanyola carregada amb l'emblema de la base antàrtica. Un cercle blau cel amb el contorn de l'illa Decepció, on està ubicada la base, i un pingüí. Tot envoltat per les inscripcions ·BASE ANTÁRTICA ESPAÑOLA DEL EJÉRCITO DE TIERRA· "GABRIEL DE CASTILLA". |

## Reclamacions territorials
| Bandera                                                          | Data | Ús                                                 | Descripció |
| ---------------------------------------------------------------- | ---- | -------------------------------------------------- | --- |
| Bandera de les Terres Australs i Antàrtiques Franceses           | 2007 | Terra Adèlia                                       | Camp blau marí amb la bandera francesa fimbriada en blanc al quarter, i carregada al vol de les lletres "TAAF" (acrònim de Terres Australes et Antarctiques Françaises) envoltades de 5 estels (se suposa que per a les cinc regions de les Terres Australs i Antàrtiques Franceses) que formen un monograma en forma d'àncora. |
| Bandera de la Terra del Foc, Antàrtida i Illes de l'Atlàntic Sud | 1999 | Terra del Foc, Antàrtida i Illes de l'Atlàntic Sud | Es compon de tres parts, una carabassa, una altra blava i una franja blanca, en forma d'albatros, que les separa. La secció carabassa simbolitza el foc que dona el nom a la província i és una representació estilitzada del contorn del sector argentí de l'Illa Gran de Terra del Foc, mentre que la blava representa el mar que envolta l'illa i el cel, per mitjà de la Creu del Sud, les estrelles del qual també representen les Illes de l'Atlàntic Sud reclamades per Argentina. L'albatros és part de la fauna local i el seu vol representa la llibertat.                |
| Bandera de la Regió de Magallanes i de l'Antàrtica Xilena        | 1996 | Regió de Magallanes i de l'Antàrtica Xilena        | Bandera dividida en dos camps, el superior de color blau, on carrega la constel·lació de la Creu del Sud, i l'inferior de vora serrada, que simbolitza un horitzó muntanyós, en color groc ocre. Tots dos camps estan separats per una franja blanca estreta simbolitzant la neu que corona les muntanyes. El groc ocre és el color de la vegetació típica de l'estepa, la forma fisiogràfica més característica de la geografia regional, expressiva alhora de la riquesa del seu sòl i del seu subsòl.                                                                            |
| Bandera del Territori Antàrtic Britànic                          | 1963 | Territori Antàrtic Britànic                        | Es tracta del pavelló blanc britànic amb l'escut del Territori Antàrtic Britànic al vol, introduït el 1952. L'escut d'armes presenta sobre un camp blanc amb 3 cintes ondades d'atzur, una pila de gules amb una torxa d'or. Com a suports un lleó, en representació del Regne Unit, i un pingüí emperador, per la fauna autòctona. Com a cimera l'RRS Discovery, que va portar per primera vegada a Robert Falcon Scott i Ernest Shackleton a l'Antàrtida com a part de l'Expedició Britànica Antàrtica el 1901. El lema de l'escut és "Recerca i descobriment". Proporció de 1:2. |

## Altres
| Bandera                                                               | Data | Ús                                                                          | Descripció |
| --------------------------------------------------------------------- | ---- | --------------------------------------------------------------------------- | --- |
| Bandera commemorativa dels 200 anys de Rússia a l'Antàrtica           | 2020 | Commemoració dels 200 anys de Rússia a l'Antàrtida                          | |
| Bandera de l'AVA                                                      | 2004 | Associació Vexil·lològica Antàrtica                                         | Bandera dividida en dues franges horitzontals d'igual mida, blava la superior simbolitzant el dia de 24 hores de l'estiu, negra la inferior simbolitzant la nit de 24 hores de l'hivern. Al centre, un rombe blanc simbolitza el gel i la neu. Les línies interiors representen els quatre punts cardinals que s'allunyen del pol Sud geogràfic. També representa la "A" d'Antàrtida (part superior) i la "V" de Vexil·lologia (part inferior). |
| Banderí del RIYCA                                                     | 2000 | Ross Island Yacht Club Antarctica (RIYCA)                                   | El blanc representa el gel i la puresa. El blau representa el cel i el valor. La silueta representa els esforços de Shakelton a les aigües al voltant de l'illa de Ross. Les lletres RIYCA amb un Skua antàrtic, inspira la llibertat que es troba al sud i un àpat gratuït allà on es trobi. El bauprès vermell reflecteix els desitjos direccionals a la terra i a la roda de la vida.                                                        |
| Bandera commemorativa del 50 aniversari de l'expedició antàrtica Byrd | 1979 | Commemoració del 50è aniversari de l'Expedició antàrtica de Richard E. Byrd | |